# Ястребиночка
Ястребиночка (лат. Pilosella) — род многолетних травянистых растений семейства Астровые (Asteraceae), в устаревших классификациях иногда рассматривается в ранге подрода (Hieracium subg. Pilosella) рода Ястребинка (Hieracium).

## Ботаническое описание
Основными признаками, отличающими представителей рода Ястребиночка от таксонов рода Ястребинка, считаются наличие ползучих побегов, обычно незубчатые листья, оттянутые в черешок, семянки с рёбрами, верхушки которых свободные, выступают над верхним краем и имеют клювовидный отгиб, направленный вверх или отклонённый в сторону.
Многолетние травянистые растения с розеткой прикорневых листьев, у некоторых видов увядающих ко времени цветения. Часто со стелющимися надземными или ползучими подземными побегами.
Листья к основанию постепенно суженные, от обратнояйцевидно- до линейно-ланцетных и почти линейных, цельнокрайные или расставленно-мелкозубчатые, очень редко с довольно тупыми зубцами.
Корзинки с обоеполыми язычковыми цветками, собранные в сложное или простое щитковидное соцветие, иногда с сильно сближенными осями второго порядка и близкое к зонтиковидному, реже расположенные по 1-2 на верхушках стебля и его ветвей или одиночные на верхушке безлистного стебля — стрелки. Обертки обычно довольно мелкие, (5)5,5-12(14) мм длиной, листочки неправилmно черепитчато расположенные, травянистые, покрытые простыми, железистыми и звездчатыми волосками, наружные короткие, постепенно переходящие в более длинные внутренние. Цветоложе плоское или слегка выпуклое, ямчатое, голое, без прицветников.
Цветки значительно или редко (при сильно укороченных язычках) немного длиннее обертки, различных оттенков жёлтого цвета, реже красно-оранжевые до почти пурпурных.
Семянки 1,2 — 2,5 мм длиной, без носика, с ребрышками, заканчивающимися зубцевидными выступами. хохолок однорядный, из светлых ломких и гладких волосков почти одинаковой толщины.

## Распространение и экология
Виды распространены во всех внетропических областях Евразии (исключая Восточную Азию) и Северной Африке.

## Классификация

### Таксономия[3]
Pilosella Vaill., 1754, Königl. Akad. Wiss. Paris Anat. Abh. 5: 703
Род Ястребиночка относится к семейству Астровые (Asteraceae) порядка Астроцветные (Asterales). Кладограмма в соответствии с Системой APG IV:
|  |                                      |  |                                   |                                   |                    |  | ещё 10 семейств |               |                  |                                                                                  |
|  |                                      |  |                                   |                                   |                    |  |                 |               |                  | 303 подтвержденных и 211 в статусе "непроверенных" видов и инфравидовых таксонов |
|  |                                      |  |                                   | порядок Астроцветные              |                    |  |                 |               | род Ястребиночка |                                                                                  |
|  |                                      |  |                                   | порядок Астроцветные              |                    |  |                 |               | род Ястребиночка |                                                                                  |
|  | отдел Цветковые, или Покрытосеменные |  |                                   |                                   | семейство Астровые |  |                 |               |                  |                                                                                  |
|  | отдел Цветковые, или Покрытосеменные |  |                                   |                                   |                    |  |                 |               |                  |                                                                                  |
|  |                                      |  | ещё 63 порядка цветковых растений | ещё 63 порядка цветковых растений |                    |  |                 | ещё 1804 рода | ещё 1804 рода    |                                                                                  |
|  |                                      |  |                                   | ещё 63 порядка цветковых растений |                    |  |                 |               | ещё 1804 рода    |                                                                                  |

## Виды
Некоторые из них:
- Pilosella caespitosa  (Dumort.)  P.D.Sell & C.West  — Ястребиночка дернистая
- Pilosella floribunda  (Wimm. & Grab.)  Fr. — Ястребиночка обильноцветущая
- Pilosella officinarum  Vaill.  — Ястребиночка обыкновенная
- Pilosella onegensis Norrl. — Ястребиночка онежская

## Комментарии
1. ↑  Хилл Д. в работе «The British Herbal» (1756) приводит тип как Pilosella major repens hirsuta C.Bauhin (1623)